# Claude Rajotte
 (octobre 2021).
Pour les articles homonymes, voir Rajotte.
Claude Rajotte est un animateur DJ radio et VJ télévision, guide musical et auteur québécois. Il est connu pour son temps passé à MusiquePlus et Musimax, avec ses émissions Nu Musik, Rage et The Claude Rajotte Show. Il a également été animateur dans plusieurs stations de radio au Québec, notamment à CKOI-FM, CHOM-FM et à Radio-Canada où il est de retour cet été 2025 avec son émission Planète Rajotte sur Ici Musique et OHdio.

## Biographie
Claude Rajotte est né le 3 juillet 1955 à Drummondville et a vécu à Notre-Dame-du-Bon-Conseil.
Il a d'abord été animateur à la radio, au Québec, dès 1974. D'abord animateur à CHRD-AM et CKRV-AM à Drummondville en 1974 et 1975, il a également animé à Ottawa à la station CJRC-AM en 1976 avant de rejoindre CKOI-FM à Montréal. Par la suite, il a animé à Lévis à la station CFLS-AM et à Québec à la station CKRL-FM de l'Université Laval en 1977-1978. Rajotte retourne à CKOI-FM entre 1978 et 1982. En 1982, il a fait le saut à la station anglophone CHOM-FM, à laquelle il a été associé jusqu'en février 2002. Entre 2004 et 2011, Rajotte animait à la station Première chaîne et à Espace Musique de Radio-Canada. Il a aussi travaillé à la télévision dès le début des années 1980 à TVJQ où il a animé l'émission Radio-Vidéo. Il est ensuite passé sur les ondes de TVA à l'émission Bon Dimanche, puis dès janvier 1987 sur la chaîne spécialisée MusiquePlus, où il est de retour le 6 septembre 2011.
Il a animé Nu Musik dans les années 1980, puis Rage dans les années 1990. Rage est une émission hebdomadaire complémentaire de l'émission radio diffusée sur les ondes de CHOM-FM. En 1995, Rage a été remplacée par La Courbe, qui empruntait le même format musical tout en étant diffusée plusieurs fois par semaine. À la radio, l'émission Rage s'est poursuivie quelque temps avant qu'il en change le nom pour The Claude Rajotte Show.

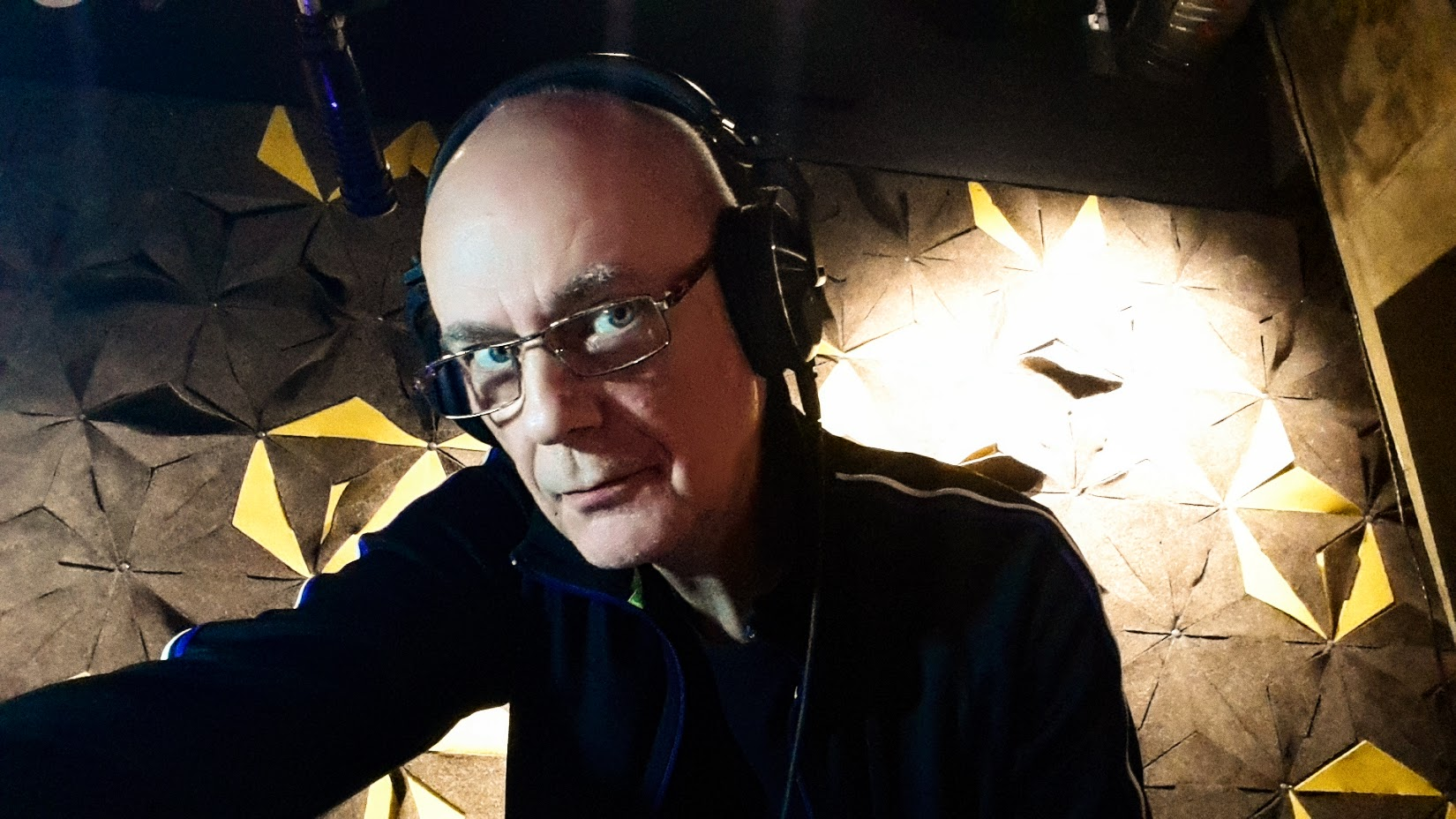

Dans les années 1990, pendant dix ans, il a aussi animé Le Cimetière des CD, une émission en direct principalement consacrée à la critique de disques et à la revue des palmarès. Un invité venait également présenter ses albums favoris. Une des chroniques de l'émission, le Destroy de la semaine, montrait Rajotte détruisant un album qu'il avait particulièrement détesté, souvent par un moyen peu orthodoxe. On l'a vu incendier des disques, les démolir à coups de marteau, de scie à chaîne ou en roulant dessus avec divers véhicules. L'émission hebdomadaire a été en ondes pendant dix ans. Il a quitté MusiquePlus en juin 2004. 
À l'été 2011, Il quitte Espace Musique qui le retirait des ondes, et retourne à MusiquePlus pour les 25 ans de la station. En août 2014, son émission Rajotte déménage à Musimax et se termine en décembre 2015.
Rajotte a aussi animé sa propre émission consacrée aux styles Drum and bass, Dubstep et Bass Music à tous les mercredis de 23 h à 1 h à CIBL-FM 101,5. 
Son autobiographie, 'Les Oreilles de Rajotte' est sortie le 30 octobre 2024.

## Compilations
2001 : Le Cimetière des CD Vol. 1 - Les meilleures sélections de Claude Rajotte (sur Gold Jam Record) 
- 2007 : L'Univers de Rajotte (Les Disques SRC)

1. Vamp (Trentemøller)
2. Aléatoire (Alexandre Désilets)
3. Dark Jazz (Parov Stelar)
4. Deepness Is Served (J. Axel)
5. Even The Nameless (Stephen Beaupré)
6. Cendrillon lave le poêle (Les Amis au Pakistan)
7. Ketto (Bonobo)
8. Speak Low (Bent Remix) (Billie Holiday)
9. Pad Thai (Frootfly)
10. Camel (Pretz)
11. Le diable d'Amérique (Michel Faubert)
12. Dramatika (LPSound Orkestra)
13. DJa DJa (Marc Minelli)
14. 130F# (Plaster)
15. Jazz It at Home (Birdy Nam Nam)

- 2009 : L'Univers de Rajotte 2 (Les Disques SRC)

1. Glitch (Logistics)
2. Tko (Misteur Valaire)
3. Do not panic (High Tone)
4. Nightflight Feat, Bajka (Bonobo)
5. Across the Desert (Komodo)
6. Fractales (Apparat)
7. C'était la Première Fois (011)
8. Tokyo Loading (Strider)
9. Healing Process (Kjell)
10. Evil Ways (Willie Bobo)
11. Riser Primptemps (CLH)
12. Coisa Do Gringo (Zero DB)
13. Frost Bite (Everlight)